# Michael Aikman
Alexander Michael Hirst Aikman, avstralski veslač, * 9. september 1933, † 6. februar 2005.
Aikman je za Avstralijo nastopil kot veslač v osmercu, ki je na Poletnih olimpijskih igrah 1956 v Melbournu osvojil bronasto medaljo.